# Yves Fortier (géographe)
Pour les articles homonymes, voir Yves Fortier et Fortier.
Yves Fortier est un géologue canadien, né le 17 août 1914 à Québec et décédé le 19 août 2014 à Ottawa. 

## Biographie
En 1936, il obtient son baccalauréat à l'Université Laval, puis en 1940 un baccalauréat universitaire en sciences en géologie à l'Université Queen’s, et une maîtrise universitaire en sciences à l'université McGill en 1941.  
En 1943, il commence des travaux de terrains avec la commission géologique canadienne dans la région de Yellowknife. À la suite d'un projet de cartographie sur le Mont Orford dans la région des Appalaches québécois, il décroche son doctorat avec l'université Stanford en 1946.  
Il effectue en 1947 ses premières missions sur les iles arctiques. Il deviendra d'ailleurs un pionnier de l'exploration et de l'étude de ces îles arctiques et permis d'attirer l'attention sur le potentiel énergétique et minier du Grand Nord Canadien. 
Après avoir dirigé successivement les départements de Géologie régionale et Géologie économique de la Commission géologique du Canada de 1958 à 1964, il est directeur de la CGC de 1964 à 1973. Il devient ainsi le premier francophone à ce poste. 
C'est un des membres fondateurs de l'Association de géologie du Canada. Cette société délivre d'ailleurs le prix Yves Fortier Earth Science Journalism Award. Il est également membre honoraire de la Geological Society de Londres et de la Société géologique de France. 

## Honneurs
- 1953 - Membre de la Société royale du Canada
- 1964 - Médaille Massey
- 1974 - Médaille Logan
- 1980 - Officier de l'Ordre du Canada

Le minéral yofortierite, découvert au Mont Saint-Hilaire, est nommé en son honneur.